# Ernest Sambou
Ernest Sambou (Cadjinol, Casamança, 22 de dezembro de 1947) é um clérigo senegalês e bispo católico romano emérito de Saint-Louis du Sénégal.
Ernest Sambou foi ordenado sacerdote em 29 de dezembro de 1975.
O Papa João Paulo II nomeou-o Bispo de Saint-Louis du Sénégal em 22 de fevereiro de 2003. Seu antecessor, Pierre Sagna CSSp, ordenou-o bispo em 29 de junho do mesmo ano; Os co-consagradores foram Théodore-Adrien Sarr, Arcebispo de Dakar, e Laurent Akran Mandjo, Bispo de Yopougon.
Em 12 de janeiro de 2023, o Papa Francisco aceitou a sua renúncia devido à idade.